# تپه آرا سرح
تپه آرا سرح مربوط به دوره اشکانیان و دوره ساسانیان است و در شهرستان میانه، بخش ترکمن چای، دهستان اوچ تپه غربی، ۱/۵ کیلومتری شرق روستای بیات سفلی واقع شده و این اثر در تاریخ ۲۷ آبان ۱۳۸۶ با شمارهٔ ثبت ۲۰۲۰۱ به‌عنوان یکی از آثار ملی ایران به ثبت رسیده است.